# Shōta Kanno
Shōta Kanno (japanisch 菅野 将太 Kanno Shōta; * 6. Januar 1984 in der Präfektur Kanagawa) ist ein japanischer Fußballspieler.

## Karriere
Kanno erlernte das Fußballspielen in der Universitätsmannschaft der Ryūtsū-Keizai-Universität. Seinen ersten Vertrag unterschrieb er 2006 bei ALO'S Hokuriku (heute: Kataller Toyama). Der Verein spielte in der dritthöchsten Liga des Landes, der Japan Football League. Am Ende der Saison 2008 stieg der Verein in die J2 League auf. Ende 2009 beendete er seine Karriere als Fußballspieler.